# یوخنوف
شهر یوخنوف (به روسی: Юхнов) در کشور روسیه و در اوبلاست کالوگا واقع شده‌است.